# MUSHRA
MUSHRA (acrónimo inglés de MUltiple Stimuli with Hidden Reference and Anchor) es un método para realizar test de audio-códec y evaluación subjetiva de la calidad de audio y así cuantificar la calidad percibida de señales que han sufrido un proceso de compresión con pérdidas.
Se describe en la recomendación BS.1534-1 del ITU-R.
El MUSHRA Se recomienda para valorar la "calidad media de audio" pero para situaciones de pequeños deterioros de audio se indica la utilización de la recomendación ITU-R BS.1116-1 (ABC/HR) en su lugar.

La principal ventaja de este método sobre el Mean Opinion Score (MOS) utilizado para el mismo propósito, es que requiere un número menor de participantes para obtener resultados estadísticamente satisfactorios, lo que se debe al hecho de que todas las comparaciones son pareadas (como en la distribución t de Student) y que la mayor escala de valoración (0 a 100) facilita la evaluación de diferencias muy pequeñas.
En MUSHRA, se le presenta al oyente junto con la referencia (señalándola como tal), un cierto número de muestras de audio, una versión oculta de la referencia (esta vez sin indicar como tal) y una o más anclas (muestras de audio claramente buenas o malas).
La recomendación especifica que un ancla debe ser una versión de la referencia pasada por un filtro paso bajo a 3.5 kHz.
El propósito de las anclas es ajustar la escala de valores del oyente lo más posible a la escala absoluta, al asegurarse de que el oyente ha marcado con puntuación baja las muestras claramente más pobres y con puntuación alta las muestras claramente mejores. 